# コスタコーヒー
コスタコーヒー（英語: Costa Coffee）は、コカ・コーラ社の子会社である。
イギリスのカフェチェーン店である。本社はイングランドのダンスタブルに所在する。
コスタコーヒーは、業者やイタリアン・カフェに焙煎したコーヒーを供給する卸売業者として、ブルーノ・コスタとセルジオ・コスタの兄弟によって、1971年にロンドンで設立された。1995年にウィットブレッドが買収したが、2019年には39億英ポンドでコカ・コーラ社に売却された。31か国で3,401店舗、18,412人の従業員を擁する企業に成長しており、イギリス国内で2,121の店舗と6,000台を超えるコスタ・エクスプレスの自動販売機、さらに海外で1,280の店舗（うち中国で460店舗）を有する。
コカ・コーラ社は、コスタをその親会社であったウィットブレッドから51億米ドルで買収する計画を発表した。2019年1月3日に合意された買収により、コカ・コーラ社は、ヨーロッパ、アジア太平洋地域、中東、アフリカに広がる強力なコーヒーの基盤を得ることとなった。コスタコーヒーは、カフェチェーン店として世界第2位、イギリスでは最大の規模を誇る。

## 歴史
ブルーノとセルジオのコスタ兄弟は、1971年にロンドンのランベスでコーヒーの焙煎所を開業し、地元業者に供給を開始した。コスタ一家は、それに先立つ1960年代に、イタリアのパルマに移住していた。1978年にはコーヒーの販売に進出し、ロンドンのヴォクソール・ブリッジ・ロードに最初の店舗を開業した。
1985年、セルジオがブルーノが持っていたコスタの株を買い取り、ブルーノは、食器会社の設立に軸足を移した。1995年までに、コスタはイギリス国内に41店舗を構え、また、イギリス最大のホテルとコーヒー店事業を営むウィットブレッドの完全子会社となった。2009年、カーディフに1,000番目となる店舗を開業。2009年12月、コスタはポーランドのチェーン店コーヒーヘブンを3600万英ポンドで買収することで合意し、中東欧の79店舗がチェーンに加わった。
2018年、ウィットブレッドは、株主であったエリオット・アドヴァイザーズおよびセイチェム・ヘッドから、コスタとウィットブレッドの各事業を個別に運営した方がはるかに価値が上がるとして、コスタを売却するか分離するよう圧力をかけられていた。2018年4月25日、ウィットブレッドは、2年以内にコスタを完全に分離する方針を示した。その後、コカ・コーラによるコスタの買収が発表された。2019年1月3日、コカ・コーラ社は、ウィットブレッドから49億米ドルでコスタコーヒーの買収を完了した。
2019年11月20日、ドミニク・ポールがCEOを退き、ジル・マクドナルドが後任となることが発表された。

### 日本
2020年7月1日、日本初出店となるポップアップ・ストアを銀座ロフト1階にオープンした。
2021年4月5日、日本コカ・コーラは、コスタコーヒーブランドのペットボトル入りコーヒー飲料を同月26日より全国で発売することを発表した（コンビニなどの一部流通では同月12日より先行発売）。日本コカ・コーラはコーヒー飲料の主力ブランドとして「ジョージア」を展開しているが、コスタコーヒーはジョージアとは別枠のプレミアムブランドとして展開される。
2023年3月16日、双日とロイヤルホールディングスの合弁会社「双日ロイヤルカフェ」は東京都内で本ブランドの実店舗を出店することを発表。同年8月4日、渋谷区内に1号店がオープンした。

## 商品

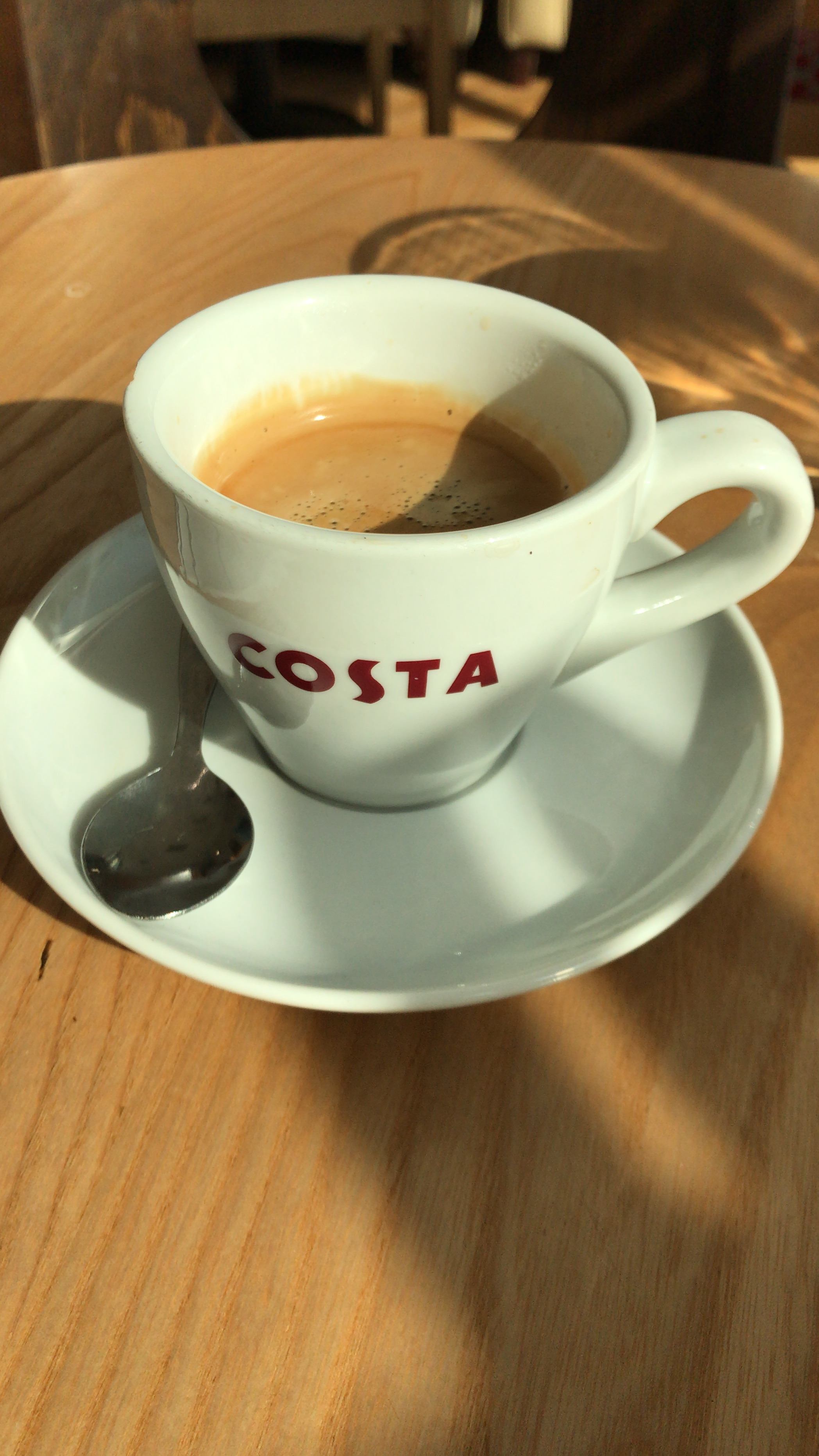
エスプレッソ（バーミンガムのクイーン・エリザベス病院にて）

- ホットドリンク：コーヒー、紅茶、ホットチョコレート
- コールドドリンク：フロスティーノ、フルーツクーラー等
- 軽食：サンドウィッチ、朝食用商品等
- ケーキ・ペストリー：クッキー、ブラウニー、クロワッサン等
- 再利用可能カップ：限定版プライドカップ等[21]

2017年5月、3800万英ポンドを投資して、焙煎所をランベスからエセックスのバジルドンに移転し、1年間に焙煎できるコーヒー豆の量を11,000トンから45,000トンへと増強した。
コスタコーヒーは、コーヒー・テイスターとしてジェンナロ・ペリシアを雇っている。ジェンナロの舌には、2009年のロイズ・オブ・ロンドンにおいて、1000万英ポンドの保険がかけられている。

## 事業

### 店舗

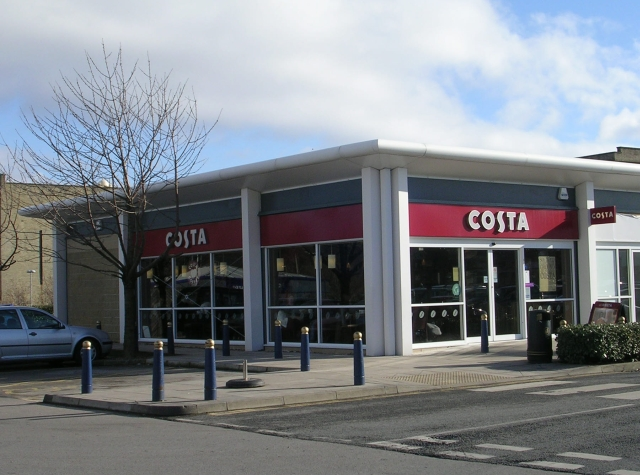
ブラッドフォードのフォースター・スクエア・リテール・パークにあるコスタの店舗

コスタコーヒーは、2019年10月現在、イギリス国内に2,467店舗を有する。イギリス国外では、32か国に1,413の店舗がある。イギリス国外の最初の店舗は、1999年にアラブ首長国連邦に開業した店舗であり、2017年9月には、世界で初めて、ドバイのビーチで日光浴をする客にドローンを利用してコーヒーを配達するサービスを開始した。

### コスタ・エクスプレス
ウィットブレッドは、コーヒーの自動販売機事業を展開していたコーヒー・ネイションを5950万英ポンドで取得した後、自動販売機のブランド名をコスタ・エクスプレスとした。病院、大学、乗換駅等への設置拡大を計画している。デンマークでは、シェルのガソリンスタンドにコスタ・エクスプレスが設置されている。以前はカナダでもシェル・カナダの店舗に設置されていたが、既に撤去されている。イギリスでは、ガソリンスタンドに付属するコンビニエンスストアのうち、食品チェーン店のスパーが運営する店舗のほとんどに、コスタ・エクスプレスの自動販売機が設置されている。

### 世界展開
2018年9月現在、コスタコーヒーは3大陸の32か国に、合計3,882の店舗を有する。
| 国                            | 店舗数 |
| ----------------------------- | ------ |
| イギリス（ヨーロッパ1位）     | 2,467  |
| ポーランド（ヨーロッパ2位）   | 147    |
| アイルランド（ヨーロッパ3位） | 114    |
| チェコ（ヨーロッパ4位）       | 45     |
| ロシア（ヨーロッパ5位）       | 35     |
| ハンガリー（ヨーロッパ6位）   | 28     |
| スペイン（ヨーロッパ7位）     | 25     |
| ブルガリア（ヨーロッパ8位）   | 21     |
| カザフスタン（アジア11位）    | 12     |
| ラトビア（ヨーロッパ9位）     | 11     |
| マルタ（ヨーロッパ9位）       | 11     |
| フランス（ヨーロッパ11位）    | 8      |
| ポルトガル（ヨーロッパ12位）  | 5      |
| スロバキア（ヨーロッパ13位）  | 2      |
| ドイツ（ヨーロッパ14位）      | 1      |
| 中国（アジア1位）             | 459    |
| アラブ首長国連邦（アジア2位） | 150    |
| インド（アジア3位）           | 57     |
| サウジアラビア（アジア4位）   | 56     |
| クウェート（アジア5位）       | 51     |
| カタール（アジア6位）         | 30     |
| キプロス（アジア7位）         | 24     |
| バーレーン（アジア8位）       | 23     |
| オマーン（アジア9位）         | 22     |
| フィリピン（アジア10位）      | 16     |
| カンボジア（アジア12位）      | 4      |
| ヨルダン（アジア12位）        | 4      |
| インドネシア（アジア14位）    | 1      |
| レバノン（アジア14位）        | 1      |
| ベトナム（アジア14位）        | 1      |
| タイ（アジア14位）            | 1      |
| エジプト（アフリカ1位）       | 44     |
| モロッコ（アフリカ2位）       | 3      |

## 議論
2019年8月19日、コスタコーヒーは、給料が不正に減額されたと従業員から主張されたことでメディアの注目を集めた。報道によれば、従業員（退職済みを含む）は、トレーニングの給料から200英ポンドを減額されたほか、レジの現金の不一致やランニング・コストの分についても減額されたとのことである。
不正な減額に関する主張は、コスタが店舗の詐欺被害分を店員に補償させていることを示唆するツイッターの投稿が引き金となって起こったものであった。
コスタは、当該議論からは距離を置くよう努めつつ、フランチャイズ店の契約はフランチャイズパートナーによって管理されており、雇用契約の中には「減額に関する条項」が含まれているものもあると表明した。
さらに、8月23日には、コスタのフランチャイズ店の従業員が「人間と扱われていない」との主張がメディアに掲載された。
その報道の中では、病気休暇や年次休暇分、契約時間外の労働分、そして受け取ったチップの分の給与の支払いを経営者が拒否したことが主張された。
また、フランチャイジーであるゴールデックス・エセックス・インヴェストメント社の匿名の元従業員の主張として、週48時間の労働契約であったにもかかわらず、休暇分の1,000英ポンド近くを給与から減額されたと報じられた。
さらに、管理職レベルのバリスタや従業員が、フランチャイズパートナーが作成した契約に述べられている数々の減額に対して不満を述べていることも報じられ、開店が5分遅くなったことで150英ポンドの給料の減額がなされたとの元管理職従業員のコメントが引用された。
その他に契約に規定されている罰金としては、使用した制服が返却時に痛んでいた場合のもの、ゴミの出し過ぎ、レジの現金の不一致といったものであった。
この記事に対し、コスタコーヒーの広報は、独立した調査を開始したと述べた。

## コスタ賞
コスタは、2006年以来、コスタ賞（コスタ・ブック・アウォード。以前はウィットブレッド・ブック・アウォードであった）のスポンサーである。